# Brachyorrhos gastrotaenius
Espèce
Synonymes
- Rabdion gastrotaenia Bleeker, 1860
- Oxyorrhos fusiformis Fischer, 1879

Brachyorrhos gastrotaenius est une espèce de serpents de la famille des Homalopsidae.

## Répartition
Cette espèce est endémique de Buru dans les Moluques en Indonésie.

## Description
Cette espèce mesure de 342 à 415 mm sans la queue.

## Publication originale
- Bleeker, 1860 : Over de reptilien-fauna van Sumatra. Natuurkundig tijdschrift voor Nederlandsch Indië, Batavia, vol. 21, p. 284-298 (texte intégral).